# موزه ملی سینما (تورین)
موزه ملی سینما (به ایتالیایی: Museo Nazionale del Cinema) که در شهر تورین واقع شده، موزه فیلم و سینمای ایتالیا است.

در سال ۲۰۰۸ این موزه با تعداد ۵۳۲ هزار نفر بازدیدکننده سیزدهمین مکان پربازدید در ایتالیا نام گرفت. این موزه در ساختمان موله آنتونلیانا د که به نوعی نماد شهر تورین محسوب می‌شود واقع شده است.

موزه حدود ۳۲۰۰ متر مربع مساحت دارد و دارای ۵ طبقه است. در این موزه فیلم، کتاب، مجله، مستندات، عکس، پوستر، وسایل فنی و آرشیو صدای مرتبط با سینما نگهداری می‌شود.